# Ambassadeur de bonne volonté de la FAO

Les ambassadeurs de bonne volonté de la FAO sont un programme lancé en 1999 par l'Organisation des Nations unies pour l'alimentation et l'agriculture (en anglais : Food and Agriculture Organization of the United Nations, ou « FAO »). Son but principal est d'attirer l'attention du public et des médias et de mieux faire connaître les questions liées à la sécurité alimentaire, la faim et la pauvreté dans le monde. Par ce programme, la FAO se propose de mobiliser un soutien accru et une plus profonde compréhension de la part du public de la campagne « De la nourriture pour tous ».
Les ambassadeurs de bonne volonté, par leurs apparitions publiques, leurs contacts avec les médias internationaux et leurs activités humanitaires, aident à illustrer les idéaux et les objectifs de l'Organisation et à expliquer pourquoi ils méritent le soutien de tout un chacun.

## Liste des ambassadeurs de bonne volonté de la FAO
- Dee Dee Bridgewater, 1999
- Gina Lollobrigida, 1999
- Gilberto Gil, 2001
- Mory Kanté, 2001
- Roberto Baggio, 2002
- Dionne Warwick, 2002
- Khaled, 2003
- Maná, 2003
- Noa, 2003
- Oumou Sangaré, 2003
- Raúl, 2004
- Chucho Valdés, 2006
- Carl Lewis, 2009
- Raoul Bova, 2010
- Susan Sarandon, 2010
- Le Prince Laurent de Belgique, Ambassadeur spécial de la FAO pour les forêts et l'environnement (2014)
- La Reine Letizia d'Espagne, Ambassadrice spéciale de la FAO pour la nutrition, 2015
- Leyla Aliyeva, vice-président de la Fondation Heydar Aliyev, Ambassadeur National (Azerbaïdjan), 2015
- Abdelouahab Zaid, conseiller agricole, Ambassadeur National (Emirats Arabes Unis), 2015
- Bharrat Jagdeo, Ambassadeur spécial de la FAO pour les forêts et l'environnement (2016)
- Le roi Letsie III du Lesotho 2016
- Carlo Petrini - Président du Slow Food International, et 'Ambassadeur spécial "Faim Zéro" pour l’Europe (Italie) - 2016
- Guadalupe Valdez - Ambassadrice spéciale "Faim Zéro" pour la région Amérique latine et Caraïbes (République dominicaine), 2016
- Maha Chakri Sirindhorn, princesse de Thaïlande - Ambassadrice spéciale "Faim Zéro" pour la région Asie et Pacifique (Thaïlande), 2016
- Kanayo F. Nwanze, Ambassadeur spécial "Faim Zéro" pour la région d'Afrique
- Darine El Khatib, Ambassadrice spéciale "Faim Zéro" pour la région Proche-Orient et Afrique du Nord
- Katsuhiro Nakamura
- Hiroko, Kuniya
- Thomas Pesquet[1].